# Next Level (canción)
«Next Level» es una canción interpretada por el grupo femenino surcoreano Aespa. Lanzada digitalmente el 17 de mayo de 2021 por SM Entertainment, la misma fue compuesta por Yoo Young-jin, Adam McInnis, Mario Marchetti y Sophie Curtis. Se distingue por su innovadora fusión de música dance y hip hop, con un dinámico puente de jazz que aporta frescura y variedad al tema. La pista forma parte de la narrativa continua del grupo desde su sencillo debut, «Black Mamba», siguiendo su travesía en el universo ficticio de Kwangya en busca del misterioso «mal».
Después de su lanzamiento, «Next Level» fue ampliamente elogiada por la crítica musical. ABC News destacó su «asombrosa popularidad» y su concepto único, mientras que Forbes resaltó cómo catapultó al grupo a la cima de las listas musicales. Críticos como Yeom Dong-gyo e Idology valoraron su sonido original de hip hop y su composición inusual, reconociendo el talento vocal y el rap sofisticado de sus integrantes. Por otro lado, marcó un hito en la carrera del grupo al convertirse en su primer éxito en alcanzar el top 5 en su país de origen. Además, fue su segunda entrada en el top 5 de la lista World Digital Song Sales de Billboard y también su segunda aparición en la lista Billboard Global 200. Este logro posicionó a Aespa como el tercer grupo femenino surcoreano en figurar en la lista global en más de una ocasión.
Al cierre de 2021 y 2022, «Next Level» fue reconocida con varios galardones, destacando como «Mejor canción de K-pop» y «Canción del año» en los Korean Music Awards. Estos premios hicieron historia, ya que convirtieron a Aespa en el primer grupo femenino de SM Entertainment en ganar en múltiples categorías en esta premiación. Asimismo, fue el segundo grupo femenino en la historia de los premios en obtener el galardón principal, un logro que solo había sido alcanzado previamente por sus compañeras de agencia, Girls' Generation, en 2010.

## Antecedentes y lanzamiento
El 4 de mayo de 2021, la agencia de noticias surcoreana Ilgan Sports informó que Aespa se encontraba en las etapas finales de preparación para su esperado regreso.Posteriormente, SM Entertainment confirmó el informe, añadiendo que se revelarían más detalles en los días siguientes. El 5 de mayo, el grupo compartió un adelanto del sencillo en sus redes sociales y confirmó que la fecha oficial de su regreso sería el 17 de mayo. Entre el 7 y el 10 de mayo, se publicaron imágenes conceptuales individuales de las integrantes en el siguiente orden: Karina, Winter, Giselle y Ningning. Finalmente, el 17 de mayo, fue lanzada junto con su videoclip, que acumuló un total de 25.1 millones de reproducciones en sus primeras 24 horas.

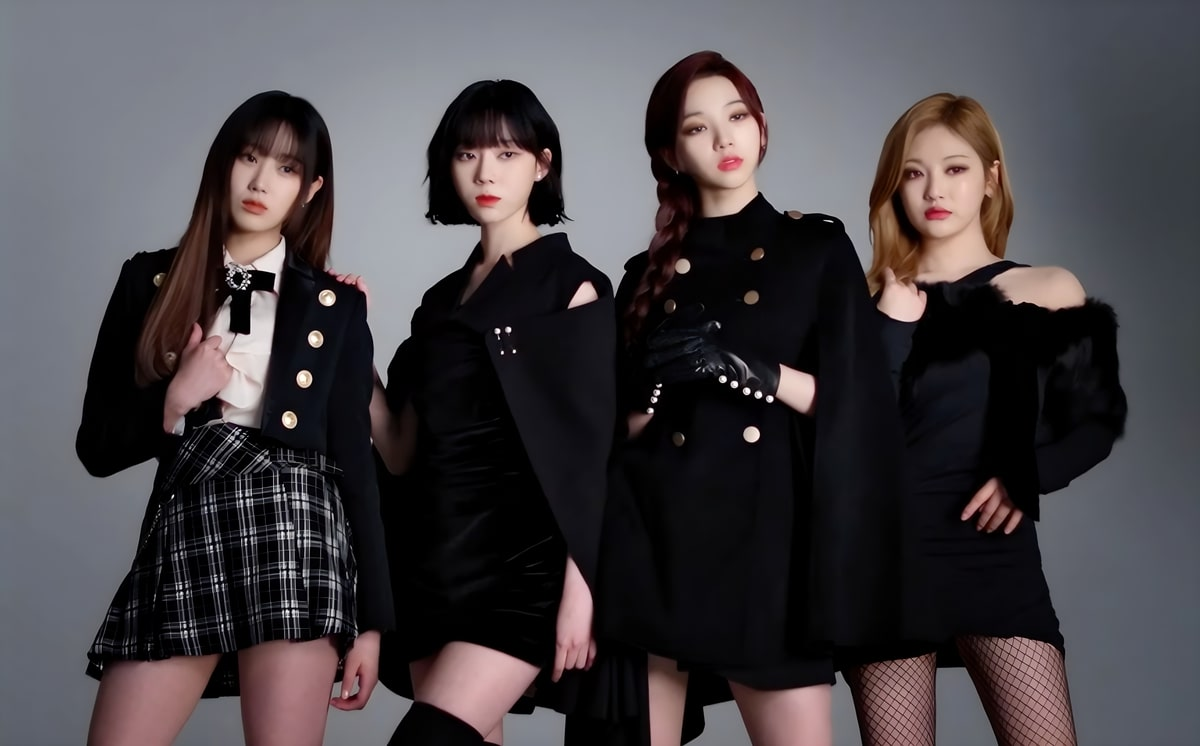
Aespa, intérpretes del sencillo.

## Composición
«Next Level» fue compuesta por Yoo Young-jin, Adam McInnis, Mario Marchetti y Sophie Curtis. Además, el fundador y productor de SM Entertainment, Lee Soo-man, colaboró con el grupo para aportar una «singularidad distintiva» a la música.Es una versión renovada del tema homónimo interpretado originalmente por A$ton Wyld, incluido en la banda sonora de Hobbs & Shaw. En una entrevista con ReacttotheK, McInnis reveló que SM Entertainment lo contactó para explorar la posibilidad de crear una nueva versión del tema. Según explicó, la mayoría de las modificaciones fueron realizadas por la empresa, quienes le enviaron varias versiones para su revisión y aprobación.
Desde el punto de vista musical, «Next Level» es una innovadora fusión de dance y hip hop que se caracteriza por un rap relajado y un enérgico riff de bajo, destacando la potente voz y la versatilidad de Aespa. Yeom Dong-gyo, de IZM, elogió la originalidad del sonido hip hop del sencillo. Por su parte, Mariel Abanes, de NME, la describió como una «intensa canción de dance pop ambientada en un mundo futurista». Divyansha Dongre, de Rolling Stone India, la calificó como un «himno EDM enérgico», señalando la transformación en la composición y el arreglo para ajustarse al estilo distintivo del grupo. Además, destacó los cambios de ritmo en el centro de la composición, que incluyen una sección inspirada en un jazz optimista.Karina, integrante de Aespa, describió el tema como «desenfadado y lleno de energía, con un arreglo musical dinámico», añadiendo que el grupo se esforzó por transmitir aún más fuerza a través de sus interpretaciones vocales.
«Next Level»  está compuesta en la tonalidad de si menor, con un tempo de 109 pulsaciones por minuto. Su letra relata la travesía del grupo hacia el universo ficticio de Kwangya, en busca del ser maligno conocido como Black Mamba.

## Recepción

### Crítica
Después de su lanzamiento, «Next Level» fue elogiada por críticos musicales. Hakyung Kate Lee, de ABC News, destacó la «asombrosa popularidad» de la pieza, señalando que esta estaba «impulsada por un concepto único de la identidad y la historia de Aespa». Hugh McIntyre, de Forbes, resaltó la melodía por catapultar a Aespa a una posición destacada en listas musicales por primera vez. Además, comentó que «esto les permitía unirse a un exclusivo grupo conformado por algunos de los grupos de chicas más exitosos de Corea del Sur». Yeom Dong-gyo, de IZM, elogió el sencillo por su «sonido original de hip hop que resalta el sofisticado rap de Karina y Giselle», destacando además la destacada contribución de Winter en las partes agudas. Third, de Idology, señaló la «composición inusual» del mismo, pero la elogió como «bastante atractiva». Además, describió la composición como una intención de funcionar más como una banda sonora original que como una pieza musical independiente.
| Crítico/Publicación | Lista                                                  | Posición | Ref.   |
| ------------------- | ------------------------------------------------------ | -------- | ------ |
| Billboard           | 25 mejores canciones de K-pop de 2021                  | 2        | [ 23 ] |
| CNN Philippines     | Nuestras canciones favoritas de K-pop de 2021          | Incluida | [ 24 ] |
| Idology             | Las 10 mejores canciones del año                       | Incluida | [ 25 ] |
| Insider             | Las mejores canciones de K-pop de 2021                 | 3        | [ 26 ] |
| IZM                 | Mejores canciones de K-pop del año                     | Incluida | [ 27 ] |
| NME                 | Las 25 mejores canciones de K-pop de 2021              | 2        | [ 28 ] |
| NME                 | Las 50 mejores canciones de 2021                       | 45       | [ 29 ] |
| SCMP                | Las 20 mejores canciones de K-pop de 2021              | 1        | [ 30 ] |
| Spotify             | 10 mejores canciones de K-pop de 2021                  | 1        | [ 31 ] |
| Teen Vogue          | Las 54 mejores canciones de K-pop de 2021              | Incluida | [ 32 ] |
| Tonplein            | Las 50 mejores canciones de K-pop de 2021 (Yang So-ha) | 1        | [ 33 ] |

### Comercial
«Next Level» debutó en la novena posición de Gaon Digital Chart durante la semana del 16 al 22 de mayo de 2021, convirtiéndose en el primer sencillo de Aespa en ingresar al top 10 de la lista. Posteriormente, alcanzó la segunda posición en su quinta semana, marcando la primera vez que el grupo ingresaba al top 2 y logrando su posición más alta. La pieza también debutó y llegó al séptimo lugar en Gaon Download Chart. En la lista K-pop Hot 100 de Billboard, el sencillo debutó en el puesto 33, ascendiendo rápidamente al quinto lugar en la semana siguiente y alcanzando la tercera posición el 12 de junio. En Japón, «Next Level» se posicionó en el puesto 77 del Japan Hot 100.
En Estados Unidos, el tema ocupó el tercer lugar en la lista World Digital Song Sales. Además, debutó en el puesto 97 del Billboard Global 200, logrando un notable ascenso de 86 posiciones en comparación con su sencillo debut, «Black Mamba». Este hito consolidó a Aespa como el tercer grupo femenino surcoreano en ingresar a la lista global en más de una ocasión, siguiendo los pasos de Blackpink e Itzy.

## Videoclip
El 15 de mayo de 2021, se publicó un adelanto del videoclip en el canal oficial de SM Town. El vídeo completo se lanzó el 17 de mayo, coincidiendo con el estreno digital del lanzamiento. Fue dirigido por Paranoid Paradigm, y Aespa reveló que el fundador de SM Entertainment, Lee Soo-man, también participó en la dirección, involucrándose en aspectos como la coreografía, la composición, el movimiento escénico, el trabajo de cámara, el vestuario y los gestos.
El videoclip narra una aventura en la selva donde las integrantes buscan a Black Mamba, el antagonista que amenaza e interfiere con Synk, la conexión entre ellas y sus avatares. Tras su lanzamiento, Moon Wan-sik, escritor de Star News, elogió los «vibrantes efectos visuales y las intensas actuaciones» del grupo. Patti Sunio, de South China Morning Post, describió el vídeo como un «deleite visual» que resalta los atrevidos estilos de moda de Aespa, además de destacar sus «versátiles voces y poderosa coreografía».
El 19 de junio, el videoclip alcanzó 100 millones de visualizaciones en YouTube en tan solo 32 días y ocho horas, convirtiéndose en el vídeo de Aespa que logró esta cifra en el menor tiempo. Además, ocupó el sexto lugar entre los vídeos más populares de YouTube en Corea en 2021.

## Promoción
El 20 de mayo de 2021, Aespa interpretó por primera vez «Next Level» en el canal oficial del grupo en YouTube. Para esta presentación, la coreografía fue elaborada por Kiel Tutin, Jojo Gomez, Rozalin, Lee Ba-da, Jeon Yeo-jin, Redlic y Rian.Al día siguiente, el 21 de mayo, el grupo publicó un vídeo en el que Lee Soo-man revisa y aprueba personalmente tanto la coreografía como los movimientos de cámara. Posteriormente, Aespa subió su segunda y tercera presentación a su canal oficial el 25 y 27 de mayo, respectivamente. Para conmemorar el lanzamiento del nuevo videojuego battle royale de Kakao Games, Eternal Return, se estrenó un video especial el 22 de julio. Este evento incluyó un escenario que reflejaba la visión del mundo y la atmósfera del juego, con la pista destacándose como la banda sonora original del mismo.
El 28 de mayo, Aespa presentó por primera vez el tema en un programa musical, Music Bank.Como parte de las promociones de este sencillo, también fue presentado en vivo durante la semana en Inkigayo, M! Countdown y Show! Music Core. Durante su participación en el Segundo Foro Mundial de la Industria Cultural (WCIF), el grupo interpretó «Next Level» junto con «Black Mamba» y «Forever» en un escenario que combinaba tecnologías de realidad aumentada y realidad extendida. Además, en el marco de su colaboración con League of Legends: Wild Rift, Aespa presentó la canción durante la fase de apertura de la Grand Finals del Wild Rift SEA Championship, que se llevó a cabo el 3 de octubre, junto con las finales del ESL Mobile Challenge.

## Lista de canciones
Descarga digital / streaming
1. «Next Level» – 3:41

Descarga digital / streaming – Remixes
1. «Next Level» (Habstrakt Remix) – 3:20
2. «Next Level» (IMLAY Remix) – 3:45
3. «Next Level» (Lionclad Remix) – 3:45

## Posicionamiento en listas

### Listas semanales
| Listas (2021)                                       | Mejor posición |
| --------------------------------------------------- | -------------- |
| Corea del Sur (Billboard)                           | 11             |
| Corea del Sur (Gaon)                                | 2              |
| Corea del Sur (K-pop Hot 100)                       | 2              |
| Estados Unidos (Billboard World Digital Song Sales) | 3              |
| Estados Unidos (Global 200)                         | 65             |
| Japón (Japan Hot 100)                               | 77             |
| Singapur (RIAS)                                     | 23             |

### Listas mensuales
| Listas (2021)                      | Mejor posición |
| ---------------------------------- | -------------- |
| Corea del Sur (Gaon Digital Chart) | 22             |
| Corea del Sur (K-pop Hot 100)      | 2              |

## Certificaciones
| País          | Organismo certificador | Certificación | Ventas certificadas | Ref.   |
| ------------- | ---------------------- | ------------- | ------------------- | ------ |
| Corea del Sur | KMCA                   | 2× Platino    | 200 000             | [ 78 ] |
| Japón         | RIAJ                   | Oro           | 50 000              | [ 79 ] |

## Historial de lanzamientos
| País   | Fecha                    | Formatos                    | Versión  | Discográfica(s)     | Ref.   |
| ------ | ------------------------ | --------------------------- | -------- | ------------------- | ------ |
| Varios | 17 de mayo de 2021       | Descarga digital, streaming | Original | SM, Dreamus         | [ 2 ]  |
| Varios | 14 de septiembre de 2021 | Descarga digital, streaming | Remixes  | SM, Dreamus, ScreaM | [ 80 ] |